# Municipio de Anamoose
El municipio de Anamoose (en inglés: Anamoose Township) es un municipio ubicado en el condado de McHenry en el estado estadounidense de Dakota del Norte. En el año 2010 tenía una población de 64 habitantes y una densidad poblacional de 0,7 personas por km².

## Geografía
El municipio de Anamoose se encuentra ubicado en las coordenadas 47°53′40″N 100°16′13″O / 47.89444, -100.27028. Según la Oficina del Censo de los Estados Unidos, el municipio tiene una superficie total de 91.87 km², de la cual 90,82 km² corresponden a tierra firme y (1,14 %) 1,05 km² es agua.

## Demografía
Según el censo de 2010, había 64 personas residiendo en el municipio de Anamoose. La densidad de población era de 0,7 hab./km². De los 64 habitantes, el municipio de Anamoose estaba compuesto por el 96,88 % blancos y el 3,13 % eran de una mezcla de razas. Del total de la población el 0 % eran hispanos o latinos de cualquier raza.